# Itaipusa scotica
Itaipusa scotica är en plattmaskart som först beskrevs av Tor Karling 1954, och fick sitt nu gällande namn av Tor Karling 1978. Itaipusa scotica ingår i släktet Itaipusa och familjen Koinocystididae. Arten är reproducerande i Sverige. Inga underarter finns listade i Catalogue of Life.